# Copa Sudamericana 2010
De Copa Sudamericana 2010 was de negende editie van dit voetbalbekertoernooi voor clubteams dat door de CONMEBOL wordt georganiseerd. Het toernooi begon op 3 augustus en eindigde op 8 december met de tweede finalewedstrijd. De winnaar plaatste zich voor de Recopa Sudamericana en de Copa Libertadores 2011.
Vanaf dit seizoen hebben alle landen een extra deelnemer behalve Argentinië en Brazilië. Boca Juniors en River Plate werden niet langer uitgenodigd zonder plaatsing. De loting voor het toernooi vond plaats op 28 april 2010 in Luque in het hoofdkwartier van de CONMEBOL.

## Gekwalificeerde teams
| Land       | Competitie                         | Teams |
| ---------- | ---------------------------------- | --- |
| Argentinië | Primera División                   | Club Atlético Banfield, Argentinos Juniors, Estudiantes de La Plata Newell's Old Boys, Club Atlético Independiente, Club Atlético Vélez Sársfield |
| Bolivia    | Liga de Fútbol                     | Club San José, Oriente Petrolero, Universitario de Sucre                                                                                          |
| Brazilië   | Série A (2009)                     | SE Palmeiras, Avaí FC, Clube Atlético Mineiro Grêmio, Goiás Esporte Clube, Grêmio Prudente Santos FC, Esporte Clube Vitória                       |
| Chili      | Copa Chile (2009) Primera División | Unión San Felipe Colo-Colo, Universidad de Chile                                                                                                  |
| Colombia   | Copa Mustang (2009)                | Club Santa Fe, Deportes Tolima, Atlético Huila |
| Ecuador    | Titelhouder Serie A (2010)         | LDU Quito Club Sport Emelec, Barcelona SC, Deportivo Quito                                                                                        |
| Paraguay   | Primera División                   | Cerro Porteño, Club Olimpia, Club Guaraní |
| Peru       | Primera División                   | Sport Huancayo, Universidad San Martín, CD Universidad César Vallejo                                                                              |
| Uruguay    | Primera División                   | Peñarol, River Plate, Defensor Sporting Club |
| Venezuela  | Copa de Venezuela Primera División | Caracas FC, Trujillanos FC Guaros de Lara FC |

## Uitslagen

### Eerste ronde
De heenwedstrijden werden tussen 3 en 24 augustus gespeeld, de terugwedstrijden tussen 10 augustus en 2 september.
| Team 1                       | 1e  | 2e  | Team 2                 |
| ---------------------------- | --- | --- | ---------------------- |
| Universitario de Sucre       | 2-0 | 1-3 | Colo-Colo              |
| Atlético Huila               | 4-1 | 1-1 | Trujillanos FC         |
| Club Guaraní                 | 2-0 | 2-4 | River Plate            |
| Defensor Sporting Club       | 2-0 | 1-1 | Club Olimpia           |
| Universidad de Chile         | 2-2 | 0-1 | Oriente Petrolero      |
| Guaros de Lara FC            | 2-0 | 0-4 | Independiente Santa Fe |
| CD Universidad César Vallejo | 1-2 | 1-3 | Barcelona SC           |
| Deportivo Quito              | 3-2 | 1-2 | Universidad San Martín |

### Tweede ronde
De heenwedstrijden werden tussen 4 augustus en 16 september gespeeld, de terugwedstrijden tussen 11 augustus en 23 september.
| Team 1                        | 1e  | 2e           | Team 2                        |
| ----------------------------- | --- | ------------ | ----------------------------- |
| Club Atlético Independiente   | 1-0 | 1-1          | Argentinos Juniors            |
| Newell's Old Boys             | 1-0 | 1-1          | Estudiantes                   |
| Goiás Esporte Clube           | 1-1 | 2-0          | Grêmio                        |
| Universitario de Sucre        | 1-0 | 2-2          | Cerro Porteño                 |
| Independiente Santa Fe        | 2-1 | 0-0          | Caracas FC                    |
| Defensor Sporting Club        | 9-0 | 0-2          | Sport Huancayo                |
| Club Atlético Vélez Sársfield | 0-1 | 1-1          | Club Atlético Banfield        |
| Esporte Clube Vitória         | 2-0 | 0-3          | Sociedade Esportiva Palmeiras |
| Santos FC                     | 1-3 | 1-0          | Avaí Futebol Clube            |
| Grêmio Prudente Futebol       | 0-0 | 0-1          | Clube Atlético Mineiro        |
| Atlético Huila                | 1-1 | 0-4          | Club San José                 |
| Club Guaraní                  | 1-1 | 1-1 ns (7-8) | Unión San Felipe              |
| Oriente Petrolero             | 1-0 | 0-2          | Deportes Tolima               |
| Universidad San Martín        | 2-1 | 0-5          | Club Sport Emelec             |
| Barcelona SC                  | 0-1 | 1-2          | Peñarol                       |

### Derde ronde
Samen met de vijftien winnaars uit de tweede ronde nam titelverdediger LDU Quito in deze ronde deel. De heenwedstrijden werden op 28 en 29 september en 6, 12, 13 en 14 oktober gespeeld, de terugwedstrijden op 12, 19, 20 en 21 oktober.
| Team 1                 | 1e  | 2e  | Team 2                        |
| ---------------------- | --- | --- | ----------------------------- |
| Newell's Old Boys      | 6-0 | 0-2 | Club San José                 |
| Goiás Esporte Clube    | 1-0 | 2-3 | Peñarol                       |
| Clube Atlético Mineiro | 2-0 | 0-1 | Independiente Santa Fe        |
| Defensor Sporting Club | 1-0 | 2-4 | Club Atlético Independiente   |
| Club Sport Emelec      | 2-1 | 1-3 | Avaí Futebol Clube            |
| Universitario de Sucre | 0-1 | 1-3 | Sociedade Esportiva Palmeiras |
| Club Atlético Banfield | 2-0 | 0-3 | Deportes Tolima               |
| Unión San Felipe       | 4-2 | 1-6 | LDU Quito                     |

### Kwartfinale
De heenwedstrijden werden op 27 oktober en 2 en 3 november gespeeld, de terugwedstrijden op 10 en 11 november.
| Team 1                 | 1e  | 2e  | Team 2                        |
| ---------------------- | --- | --- | ----------------------------- |
| Goiás Esporte Clube    | 2-2 | 1-0 | Avaí Futebol Clube            |
| Deportes Tolima        | 2-2 | 0-0 | Club Atlético Independiente   |
| Clube Atlético Mineiro | 1-1 | 0-2 | Sociedade Esportiva Palmeiras |
| Newell's Old Boys      | 0-0 | 0-1 | LDU Quito                     |

### Halve finale
De heenwedstrijden werden op 17 en 18 november gespeeld, de terugwedstrijden op 24 en 25 november.
| Team 1              | 1e  | 2e  | Team 2                        |
| ------------------- | --- | --- | ----------------------------- |
| Goiás Esporte Clube | 0-1 | 2-1 | Sociedade Esportiva Palmeiras |
| LDU Quito           | 3-2 | 1-2 | Club Atlético Independiente   |

### Finale
De heenwedstrijd werd op 1 december gespeeld, de terugwedstrijd op 8 december.
| Team 1              | 1e  | 2e           | Team 2                      |
| ------------------- | --- | ------------ | --------------------------- |
| Goiás Esporte Clube | 2-0 | 1-3 ns (3-5) | Club Atlético Independiente |

## Statistieken

### Scheidsrechters
| Naam              | Geboren    | Land   | Duels | Kreeg geel | Kreeg voor de tweede keer geel en dus rood | Weggestuurd |
| ----------------- | ---------- | ------ | ----- | ---------- | ------------------------------------------ | ----------- |
| Heber Lopes       | 13.07.1972 | BRA    | 5     | 19         | 0                                          | 0           |
| Carlos Amarilla   | 26.10.1970 | PAR    | 3     | 14         | 1                                          | 0           |
| Marcelo de Lima   | 26.08.1971 | BRA    | 3     | 14         | 0                                          | 2           |
| Enrique Osses     | 26.05.1974 | CHI    | 3     | 16         | 0                                          | 0           |
| Néstor Pitana     | 17.06.1975 | ARG    | 3     | 10         | 0                                          | 0           |
| Evandro Roman     | 03.03.1973 | BRA    | 3     | 10         | 0                                          | 0           |
| Carlos Torres     | 27.04.1970 | PAR    | 3     | 17         | 0                                          | 1           |
| Leandro Vuaden    | 29.06.1975 | BRA    | 3     | 15         | 0                                          | 0           |
| Diego Abal        | 28.12.1971 | ARG    | 2     | 5          | 0                                          | 0           |
| Antonio Arias     | 07.09.1972 | PAR    | 2     | 9          | 1                                          | 1           |
| Georges Buckley   | 23.04.1974 | PER    | 2     | 6          | 0                                          | 0           |
| Víctor Carrillo   | 30.10.1975 | PER    | 2     | 13         | 0                                          | 1           |
| Saul Laverni      | 21.01.1970 | ARG    | 2     | 7          | 1                                          | 3           |
| Luis Penuela      | 21.06.1970 | COL    | 2     | 11         | 1                                          | 1           |
| Patricio Polic    | 00.00.1972 | CHI    | 2     | 18         | 1                                          | 0           |
| Omar Ponce        | 25.01.1977 | ECU    | 2     | 7          | 0                                          | 1           |
| Óscar Ruiz        | 01.11.1969 | COL    | 2     | 11         | 0                                          | 0           |
| Wilson Seneme     | 28.09.1970 | BRA    | 2     | 6          | 0                                          | 0           |
| Roberto Silvera   | 30.01.1971 | URU    | 2     | 12         | 1                                          | 1           |
| Juan Soto         | 14.10.1977 | VEN    | 2     | 18         | 0                                          | 4           |
| Darío Ubriaco     | 08.02.1972 | URU    | 2     | 14         | 0                                          | 0           |
| Carlos Vera       | 25.06.1976 | ECU    | 2     | 12         | 0                                          | 0           |
| Joaquín Antequera | 20.09.1973 | BOL    | 1     | 5          | 0                                          | 0           |
| José Buitrago     | 05.11.1970 | COL    | 1     | 3          | 0                                          | 0           |
| Enrique Cáceres   | 20.03.1974 | PAR    | 1     | 3          | 0                                          | 0           |
| Paulo de Oliveira | 16.12.1973 | BRA    | 1     | 5          | 0                                          | 0           |
| Albert Duarte     | 13.07.1969 | COL    | 1     | 3          | 1                                          | 0           |
| Sálvio Fagundes   | 14.09.1968 | BRA    | 1     | 2          | 0                                          | 0           |
| Rafael Furchi     | 28.01.1966 | ARG    | 1     | 6          | 0                                          | 0           |
| Carlos Galeano    | 30.06.1972 | PAR    | 1     | 4          | 0                                          | 0           |
| Jorge Larrionda   | 09.03.1968 | URU    | 1     | 2          | 0                                          | 0           |
| Pablo Lunati      | 05.06.1967 | ARG    | 1     | 2          | 0                                          | 0           |
| Ricardo Marques   | 18.06.1979 | BRA    | 1     | 5          | 0                                          | 0           |
| Raúl Orosco       | 25.03.1979 | BOL    | 1     | 5          | 0                                          | 0           |
| Jorge Osorio      | 26.06.1977 | CHI    | 1     | 0          | 0                                          | 0           |
| Giovanni Perluzzo | 03.05.1976 | VEN    | 1     | 7          | 0                                          | 0           |
| Sergio Pezzotta   | 28.11.1967 | ARG    | 1     | 4          | 0                                          | 0           |
| Juan Pompei       | 18.09.1968 | ARG    | 1     | 7          | 0                                          | 0           |
| Pablo Pozo        | 27.03.1973 | CHI    | 1     | 7          | 0                                          | 3           |
| Líber Prudente    | 07.09.1971 | URU    | 1     | 2          | 0                                          | 0           |
| Víctor Rivera     | 11.01.1967 | PER    | 1     | 6          | 0                                          | 0           |
| Wilmar Roldán     | 24.01.1980 | COL    | 1     | 7          | 0                                          | 0           |
| Carlos Simon      | 03.09.1965 | BRA    | 1     | 4          | 0                                          | 0           |
| Martín Vázquez    | 14.01.1969 | URU    | 1     | 4          | 0                                          | 0           |
| Totaal            | Totaal     | Totaal | 76    | 357        | 7                                          | 18          |